# Štefan Polakovič
Štefan Polakovič (22. listopadu 1912, Chtelnica – 29. listopadu 1999, Buenos Aires) byl slovenský filozof křesťanské orientace, stoupenec filozofie Maurice Blondela, ideolog slovenské státnosti, významný představitel slovenského poválečného exilu a publicista.

## Život
Studoval v Římě na Lateránské univerzitě teologii a filozofii, doktor teologie (1938), doktor filozofie (1942), profesor filozofie (1944) Slovenské univerzity (dnes Univerzita Komenského v Bratislavě). Interpretoval ideologii Jozefa Tisa a slovenského nacionalismu v intencích blondelizmu. V období Slovenského státu zastával protižidovské postoje. Přičinil se o založení filozofické odboru Matice slovenské v roce 1940 a o vydávání prvního slovenského filozofického časopisu, Filozofický sborník, který čtvrtletně vycházel až do roku 1950.
Před příchodem Rudé armády emigroval do Rakouska, odtud do Bavorska a koncem roku 1945 s Matiční skupinou do Itálie. V roce 1947 emigroval do Argentiny, kde nejprve pracoval jako bankovní úředník a později si vybudoval prosperující elektrotechnický podnik, který se však v důsledku krize neudržel. Vypracoval se na přední osobnost jihoamerické kulturní, zejména filozofické komunity. Rozvíjel přátelství s významným argentinským spisovatelem Ernestem Sabate. Hojně publikoval i ve španělštině a italštině v oblasti filozofie, politologie, politických dějin a etnografie do četných Slovenských i jinojazyčných časopisů a sborníků v zahraničí a v letech 1933–1945 a 1990–1997 i na Slovensku.
Po roce 1990 udržoval čilý styk se slovenskou kulturou na Slovensku a veřejně se distancoval od některých svých radikálně nacionalistických postojů před rokem 1945.

## Knižní publikace
- Il metodo d immanenza (Metóda imanencie). In: Bolletino filosofico, Roma 1938
- Il problema del Destino. Lusmouomo della filosofia di Blondel dinnanzi alla chiesa di do.Roma : Pontifico Ateneo Lateranense, 1939
- K základom Slovenského štátu. Filozofické eseje. Bratislava : Matica Slovenská, 1939
- Úvod do blondelizmu. In: Filozofický sborník, 1940, č. 2-4, 1941, č. 1
- Úvod do filozofie. Bratislava : Štátne nakladateľstvo, 1941
- Slovenský národný socializmus – Ideové poznámky. Bratislava : Matica Slovenská, 1941
- Tisova náuka. Bratislava, 1941
- Z Tisovho boja, 1941
- Úvod do filozofie. Pre 8. triedu slovenských gymnázií. 2. vydanie. Bratislava : Štátne nakladateľstvo, 1943
- Náš duch. Bratislava : Hlavné veliteľstvo Hlinkovej mládeže, 1943
- O pojem filozofie. Bratislava : Slovenská akadémia vied a umení, 1944
- Warum eine freie Slowakei? Bratislava, 1944
- Začiatky slovenskej národnej filozofie. Bratislava, 1944
- L´évolution des idées fondamentales politiques slovaques [Vývoj základných politických slovenských idejí]. Bratislava : Slovenská akadémia vied a umení, 1944
- Naše korene v základe Európy. Martin : Matica slovenská, 1994
- Na prelome dvoch období. Buenos Aires, 1952
- Tvárou k budúcnosti.Filozofické úvahy o bytí národov. Buenos Aires : Zahraničná Matica slovenská, 1975
- Que es una nacion? Buenos Aires, 1976
- La formacion del ser nacional. La etnogenesis, 2. ed. Buenos Aires : Editorial Lumen, 1978.
- La clavae para la obra de Ernesto Sabato. Buenos Aires : Ediciones de la Universidad del Salvador, 1981
- Čo je národné bytie? Hamilton : Slovenské vydavateľstvo Františka J. Fugu, 1982
- Teoria de la nación (Teória národa). Buenos Aires, 1982
- Vidiny o slovenskom národe. Buenos Aires : Zahraničná Matica slovenská, 1983
- Teoria de la nacion. Nacionologia J. Ortega y Gasset, E. Renan y L. Stur. Madrid, 1983
- Pensando la nacion. Buenos Aires : Grupo Editor Latinoamericano, 1986
- Naše korene v základoch Európy. Martin : Matica slovenská, 1994
- Obnova národa duchom Štúra. Bratislava : Štúrova spoločnosť, 1990
- Eseje o národe. Martin : Matica slovenská, 1998